# Dicranota rostrata
Dicranota (Paradicranota) rostrata là một loài ruồi trong họ Pediciidae. Chúng phân bố ở vùng sinh thái Palearctic.